# Brett Ratner
Brett Ratner (sinh ngày 28 tháng 3 năm 1969) là một đạo diễn và nhà sản xuất phim điện ảnh người Mỹ. Anh là đạo diễn loạt phim Rush Hour, The Family Man, Red Dragon, X-Men: The Last Stand và Tower Heist. Anh còn là nhà sản xuất của nhiều bộ phim, bao gồm loạt phim Horrible Bosses, Người về từ cõi chết và Cộng sự hổ báo.
Ratner bắt đầu nghiệp đạo diễn bằng chỉ đạo video âm nhạc vào những năm 1990, và đạo diễn bộ phim điện ảnh đầu tiên của mình là Money Talks, vào năm 1997. Nhìn chung, những bộ phim mà Ratner làm đạo diễn đã kiếm được hơn 2 tỷ USD tại phòng vé toàn cầu. Ratner là người đồng sáng lập công ty sản xuất phim RatPac Entertainment. Ratner đã chỉ đạo mối quan hệ đối tác của RatPac với Dune Entertainment vào tháng 9 năm 2013 bằng một thỏa thuận đồng sản xuất với Warner Bros bao gồm 75 bộ phim. RatPac Entertainment đã đồng tài trợ cho 81 bộ phim điện ảnh chiếu rạp vượt quá 17 tỷ USD doanh thu phòng vé trên toàn thế giới. Các bộ phim do RatPac đồng tài trợ đã giành được 59 đề cử giải Oscar, 25 đề cử giải Quả cầu vàng và 43 đề cử giải BAFTA, qua đó giành được 25 giải Oscar, 8 giải Quả cầu vàng và 24 giải BAFTA. Vào tháng 1 năm 2017, Ratner đã nhận được một ngôi sao trên Đại lộ Danh vọng Hollywood vì những đóng góp của anh cho ngành công nghiệp điện ảnh, tọa lạc tại số 6801 Đại lộ Hollywood.

## Thân thế
Ratner sinh ra và lớn lên ở Miami Beach, Florida, là con trai của Marsha Presman và Ronald Ratner. Anh lớn lên trong một "gia đình Do Thái trung lưu".
Ông nội anh là người sáng lập công ty thuốc diệt chuột d-CON và nhà phát triển bất động sản Lee Ratner.  Mẹ anh sinh ra ở Cuba và di cư đến Mỹ vào những năm 1960 cùng với cha mẹ của bà, Fanita và Mario Presman (gia đình của họ ban đầu chuyển đến Cuba từ Đông Âu).
Mẹ của Ratner 16 tuổi năm anh ra đời. Ratner chia sẻ rằng anh ta "thực sự không biết" cha ruột của mình và anh coi Alvin Malnik (một luật sư và doanh nhân có quan hệ với tội phạm có tổ chức, người đã mở nhà hàng Forge nổi tiếng ở Bãi biển Miami) là cha mình, "người nuôi dạy" anh. Malnik là bạn của Lee Ratner và không có quan hệ tình cảm với Marsha Presman.
Cha ruột của Ratner trở thành người vô gia cư ở Bãi biển Miami, hoàn cảnh đã truyền cảm hứng cho cậu bé Ratner trở thành thành viên hội đồng quản trị của tổ chức phi lợi nhuận toàn quốc Chrysalis, tổ chức giúp người vô gia cư tìm việc làm.
Ratner theo học trường tiểu học Học viện Do Thái Rabbi Alexander S. Gross, theo học trường trung học Alexander Muss ở Israel  và tốt nghiệp năm 1986 tại trường trung học phổ thông Miami Beach. Khi lớn lên ở Miami Beach, Ratner là diễn viên phụ trên phim trường Scarface và có thể xem phim Miami Vice quanh thị trấn. Không lâu trước khi Ratner tốt nghiệp trung học, mẹ và cha ruột anh kết hôn với ý định hợp pháp hóa địa vị của anh.
Anh tốt nghiệp năm 1990 tại Đại học New York. Năm 2010, anh nhắc tới bộ phim năm 1980 Raging Bull của Martin Scorsese là nguồn cảm hứng để mình bước vào thế giới điện ảnh.

## Danh sách phim

### Điện ảnh
Đạo diễn
| Năm  | Tựa phim                   | Ghi chú                      |
| ---- | -------------------------- | ---------------------------- |
| 1997 | Money Talks                |                              |
| 1998 | Rush Hour                  |                              |
| 2000 | The Family Man             |                              |
| 2001 | Rush Hour 2                |                              |
| 2002 | Red Dragon                 |                              |
| 2004 | After the Sunset           | Kiêm sản xuất (không đề tên) |
| 2006 | X-Men: The Last Stand      |                              |
| 2007 | Rush Hour 3                |                              |
| 2009 | The Shooter Series: vol. 1 | Phát trên băng đĩa           |
| 2011 | Tower Heist                |                              |
| 2014 | Hercules                   | Kiêm sản xuất                |

| Năm  | Tựa phim                                                            | Ghi chú                     |
| ---- | ------------------------------------------------------------------- | --------------------------- |
| 2001 | Double Take                                                         |                             |
| 2002 | Paid in Full                                                        |                             |
| 2005 | Before, During and 'After the Sunset'                               | Phim tài liệu trên băng đĩa |
| 2005 | Santa's Slay                                                        |                             |
| 2006 | Running Scared                                                      |                             |
| 2007 | Code Name: The Cleaner                                              |                             |
| 2010 | Mother's Day                                                        |                             |
| 2010 | Kites                                                               | Bản tiếng Anh               |
| 2011 | Horrible Bosses                                                     |                             |
| 2012 | Mirror Mirror                                                       |                             |
| 2012 | CZ12                                                                | Uncredited                  |
| 2014 | Night Will Fall                                                     | Phim tài liệu               |
| 2014 | Electric Boogaloo: The Wild, Untold Story of Cannon Films           | Phim tài liệu               |
| 2014 | One Day Since Yesterday: Peter Bogdanovich & the Lost American Film | Phim tài liệu               |
| 2014 | Horrible Bosses 2                                                   |                             |
| 2015 | Barely Lethal                                                       |                             |
| 2015 | Chuck Norris vs. Communism                                          | Phim tài liệu               |
| 2015 | I Saw the Light                                                     |                             |
| 2015 | S is for Stanley                                                    | Phim tài liệu               |
| 2015 | In the Name of Honor                                                | Phim tài liệu               |
| 2015 | Truth                                                               |                             |
| 2016 | Dark Crimes                                                         |                             |
| 2016 | Before the Flood                                                    | Phim tài liệu               |
| 2016 | Rules Don't Apply                                                   |                             |
| 2016 | Author: The J.T. Leroy Story                                        | Phim tài liệu               |
| 2019 | Georgetown                                                          |                             |

| Năm  | Tựa phim               | Ghi chú                           |
| ---- | ---------------------- | --------------------------------- |
| 2002 | A Ribbon of Dreams     |                                   |
| 2006 | End Game               | Đạo diễn phim chiếu trên băng đĩa |
| 2008 | 21                     |                                   |
| 2010 | Catfish                | Phim tài liệu                     |
| 2010 | Skyline                |                                   |
| 2014 | The Water Diviner      |                                   |
| 2014 | Jersey Boys            |                                   |
| 2015 | By Sidney Lumet        | Phim tài liệu                     |
| 2015 | Black Mass             |                                   |
| 2015 | The Revenant           |                                   |
| 2016 | War Dogs               |                                   |
| 2017 | The Lego Ninjago Movie |                                   |

### Truyền hình
Phim điện ảnh truyền hình
| Năm  | Tựa phim                                                  | Đạo diễn | Giám đốc sản xuất | Ghi chú       |
| ---- | --------------------------------------------------------- | -------- | ----------------- | ------------- |
| 1999 | Partners                                                  | Có       | Có                |               |
| 2005 | Untitled David Diamond/David Weissman Project             | Có       | Có                |               |
| 2007 | Helmut by June                                            |          | Có                | Phim tài liệu |
| 2008 | Blue Blood                                                | Có       | Có                |               |
| 2009 | Cop House                                                 | Có       | Có                |               |
| 2009 | Prison Break: The Final Break                             |          | Có                |               |
| 2011 | Rogue                                                     | Có       | Có                |               |
| 2011 | Nick Cannon: Mr. Show Biz                                 |          | Có                | Phim tài liệu |
| 2015 | Bright Lights: Starring Carrie Fisher and Debbie Reynolds |          | Có                | Phim tài liệu |

Truyền hình nhiều tập
| Năm  | Tựa phim                  | Đạo diễn | Giám đốc sản xuất | Notes                                     |
| ---- | ------------------------- | -------- | ----------------- | ----------------------------------------- |
| 1999 | Making the Video          | Có       |                   | Loạt phim tài liệu                        |
| 2005 | Vượt ngục                 | Có       |                   | Tập thí điểm                              |
| 2007 | Entourage                 |          |                   | Vai chính mình; Tập: "The Prince's Bride" |
| 2007 | Women's Murder Club       |          | Có                |                                           |
| 2011 | CHAOS                     |          | Có                |                                           |
| 2014 | 30 for 30: Soccer Stories | Có       | Có                |                                           |
| 2015 | Breakthrough              | Có       |                   | Loạt phim tài liệu                        |
| 2015 | Rush Hour                 |          | Có                |                                           |
| 2017 | American Masters          |          | Có                |                                           |